# Димитър Божиков
Димитър Божиков Димитров Билюкбашиев, наричан Голчев, е български просветен деец, революционер, деец на Вътрешната македоно-одринска революционна организация.

## Биография
Божиков е роден във валовищкото село Савяк, тогава в Османската империя, днес Вамвакофито, Гърция. В 1889 година завършва с първия випуск педагогическите курсове на Солунската българска мъжка гимназия и става български учител в драмските села Плевня (1889 – 1892) и Просечен (1892 – 1896). В Плевня, където преподава от 1889 до 1892 година, Божиков събира фолклорни материали, които предава на Андрей Гяуров, който ги публикува в „Сборника за народни умотворения, наука и книжнина“.
От 1896 до 1899 година е български учитгел в Бунархисар. Там е член на образувания от Лазар Маджаров околийски революционен комитет на ВМОРО. По-късно преподава в градовете Фере (1899 – 1901), Одрин (1901 – 1906), Димотика (1906 – 1907), Дедеагач (1907 – 1908), където е главен учител, Малко Търново (1908 – 1910), Валовища (1910 – 1913). Във Валовища е директор на българската прогимназия. Един от инициаторите за построяването на нова училищна сграда в града, финансирана от българите от селата в околията. В 1912 година след освобождението на Валовища от Българската армия, Божиков е назначен за помощник-кмет на града.
По време на Междусъюзническата война бяга в София. Преподава в Карлуково (1913 – 1914) и Пазарджик (1914 – 1928). В 1921 година министерството на народното просвещение го удостоява с орден „За гражданска заслуга“ V степен.
Оставя спомени. Умира на 19 януари 1954 година.
Негов син е общественикът Божидар Божиков.